# Gara Ateliere Zonă
Gara Ateliere Zonă este o stație de cale ferată care deservește orașul Sibiu, România.